# Carlo Ossola
Carlo Ossola (né le 11 mars 1946, à Turin) est un philologue, historien de la littérature et critique littéraire italien. Il est professeur au Collège de France de 2000 à 2020, titulaire de la chaire « Littératures modernes de l’Europe néolatine ». 

## Biographie
Après avoir fait ses études au lycée classique Massimo d'Azeglio, à Turin, puis à la Faculté de lettres de l'université de Turin, Carlo Ossola a enseigné la littérature italienne à l'université de Genève de 1976 à 1982, à l'université de Padoue de 1982 à 1988, puis il est revenu dans sa ville natale comme professeur de littérature italienne à la Faculté de lettres de l'université de Turin, où il enseigne jusqu'en 1999.
 
Il est, depuis 2000, professeur au Collège de France, où a été créée pour lui la chaire de Littératures modernes de l'Europe néolatine. Il a été par ailleurs de 2007 à 2016 directeur de l’Istituto di studi italiani (ISI) de l'Université de la Suisse italienne de Lugano, responsable d'un master spécialisé dans la conservation des biens culturels et l'histoire du livre.
Il a été, avec Jack Ralite, à l’origine des « Lundis du Collège de France », projet mis en place en 2006 en partenariat avec France Culture, qui consistait à délocaliser en divers lieux de la commune d’Aubervilliers quelques-uns des enseignements du Collège du France, programme qui a été reconduit jusqu’en 2011. 
Critique cité dans de nombreux ouvrages, il a notamment collaboré avec Cesare Segre à l’édition d’une anthologie de poésie italienne, en trois volumes (1997-1999), dans la collection « Pléiade » des éditions Einaudi/Gallimard. 
Il a également été membre du comité de direction de l'Archivio italiano per la storia della pietà (fondé en 1951 et publié par les Edizioni di storia e letteratura, Rome) ; membre du comité de direction de la collection « European Cultures: Studies in the Literature and the Arts » (publiée chez Walter de Gruyter, Berlin-New York) ; directeur des « Cours internationaux de civilisation » (« Corsi internazionali di alta cultura ») de la Fondation Giorgio Cini (Venise), dont les actes sont publiés chez Olschki (Florence) ; président de l'Association internationale pour les études de langue et littérature italienne (AISLLI), fondée en 1951, dont les actes sont publiés chez Olschki (Florence) ; et président du Centre de recherches sur les écritures de l'industrie et des sciences (CRISIS), fondé en 1996, et dont les volumes sont publiés chez Marsilio (Venise). De 2000 à 2004, il fut membre du conseil d'administration de la Fondation Hugot du Collège de France. 

### Responsabilités scientifiques
Carlo Ossola est directeur, avec Carlo Delcorno, de la revue Lettere italiane, fondée en 1948 par Vittore Branca et Giovanni Getto, et publiée par l'éditeur Olschki (Florence), et directeur de ses deux collections d'essais : « Biblioteca » et « Saggi ».
Il codirige aussi la Rivista di storia e letteratura religiosa, fondée en 1965 et publiée également chez Olschki (Florence), et il est directeur de ses deux collections d'essais : « Testi e documenti » et « Studi ».

### Honneurs et distinctions
Carlo Ossola est membre de
- l’Accademia Nazionale dei Lincei (Rome, fondée en 1603) ;
- l’Accademia dell’Arcadia, académie littéraire italienne (Rome, fondée en 1690) ;
- l’Accademia delle Scienze (Turin, fondée en 1783) ;
- l'Accademia Olimpica de Vicenza (Vicence, fondée en 1555) ;
- l'American Academy of Arts and Sciences ;
- British Academy (Corresponding Fellow).

Il a été honoré de divers prix
- en 1975, prix Bonavera pour les Belles-Lettres, Accademia delle Scienze, Turin ;
- en 1979, prix Vallombrosa pour la critique et la poésie, Florence ;
- en 1991, prix Roncaglia pour les Belles-Lettres, Accademia Nazionale dei Lincei, Rome ;
- en 1997, prix Antonio-Feltrinelli pour la critique littéraire, Accademia Nazionale dei Lincei, Rome ;
- en 2010, prix Cesare Pavese pour son ouvrage Il Continente interiore (Marsilio, 2010) ;
- en 2012, prix de la Fondazione del Centenario de la BSI (Banque de la Suisse italienne)[6] ;
- en 2012, prix De Sanctis de l’essai pour son Introduzione alla Divina Commedia[7]
- en 2017, prix Giuseppe Dessì, prix spécial de la Fondazione Sardegna[8].
- en 2021, le Prix Gay-Lussac Humboldt attribué par la Alexander von Humboldt Stiftung, Berlin[9].

## Travaux
Ses recherches recouvrent la littérature italienne et européenne depuis ses origines jusqu’à l’époque contemporaine (culture de la Renaissance et société courtisane, auteurs italiens du XXe siècle, tel Giuseppe Ungaretti). Dans le cadre de sa production proprement philologique, il s’est notamment chargé de l’édition d'inédits et textes rares de Juan de Valdés, Emanuele Tesauro, Jacques-Bénigne Bossuet, Cesare Cantù, Waldemar Deonna, Roger Caillois, Massimo Olivetti (it), Michel de Certeau, Charles de Foucauld, Roland Barthes, ou encore Dag Hammarskjöld.

## Principales publications

### Monographies et essais de critique littéraire
- Autunno del Rinascimento : « Idea del Tempio » dell’arte nell’ultimo Cinquecento, Florence, Olschki, 1971 ; puis 2e éd. augm., avec préface de Mario Praz, 2014 ;
  - version française, L'automne de la Renaissance : idée du temple de l'art à la fin du Cinquecento, traduit par Gérard Marino, préface de Mario Praz, Paris, Belles lettres, 2018 ;
- Giuseppe Ungaretti, Milan, Mursia, 1975; 2e édition augmentée, 1982 ;
- Dal « Cortegiano » all’« Uomo di mondo » : storia di un libro e di un modello sociale, Turin, Einaudi, 1987 ; 
  - version française augmentée de trois chapitres, Miroirs sans visage : du courtisan à l’homme de la rue, traduit par Nicole Sels, Paris, Seuil, 1997 ;
- Figurato e rimosso : icone e interni del testo, Bologne, Il Mulino, 1988 ;
- L’Avenir de nos origines : le copiste et le prophète, traduit en partie par Nadine Le Lirzin, Grenoble, Jérôme Millon, 2004 ;
- Augustin au XVIIe siècle, actes du colloque 2004 au Collège de France organisé par C. Ossola, textes réunis par L. Devillairs, Florence, Olschki, 2007 ;
- Il Continente interiore : cinquantadue stazioni, Venise, Marsilio, collection « I nodi », 2010 (prix Cesare Pavese 2010[10] et prix Città di Pisa) ;
  - version française, Le Continent intérieur, traduit par Nadine Le Lirzin, Paris, Éditions du Félin, « Les Marches du temps », 2013 ;
- En pure perte : le renoncement et le gratuit, traduit par Nadine Le Lirzin, Paris, Payot-Rivages, « Rivages poche / Petite Bibliothèque », 2011 ;
- Libri d’Italia (1861-2011), Rome, Istituto della Enciclopedia italiana-Classici Ricciardi, 2011 ;
- Introduzione alla « Divina Commedia », Venise, Marsilio, collection « I nodi », 2012 (prix Francesco De Sanctis 2012[7]) ; 
  - version française augmentée, Introduction à la « Divine Comédie », traduit par Nadine Le Lirzin et Pierre Musitelli, Paris, Éditions du Félin, « Les Marches du temps », 2016 ;
- Conversation sur le temps, avec Michel Butor, Paris, Éditions de la Différence, 2012 ;
- À vif : la création et les signes, traduit en partie par Nadine Le Lirzin, Paris/Arles, Imprimerie nationale/Actes Sud, 2013 ;
- Erasmo nel notturno d’Europa, Milan, Vita e Pensiero, 2015 ; 
  - version française, Erasme et l'Europe, traduit par Nadine Le Lirzin, Paris, Éditions du Félin, « Félin Poche », 2014  (ISBN 978-2-86645-813-3) ;
- Italo Calvino : l’invisibile e il suo dove, Milan, Vita e Pensiero, 2016 ;
  - version espagnole, Italo Calvino: universos y paradojas, traduit par Francisco Campillo García, Madrid, Siruela, « Biblioteca Calvino 36 », 2015 ;
- Ungaretti, poeta, Venise, Marsilio, 2016 ;
- Viaggio a Maria, Rome, Salerno, 2016 ;
- Europa ritrovata. Geografie e miti del vecchio continente, Milan, Vita e Pensiero, 2017 ;
- Nel vivaio delle comete. Figure di un'Europa a venire, Venise, Marsilio, 2018 ;
- Marie : une vie au-delà des siècles, traduit par Olivier Chiquet, Paris, Bayard, « Constellations », 2019 ;
- Trattato di piccole virtù, Venise, Marsilio, 2019 [édition française : Les vertus communes, Les Belles Lettres, Paris, 2019] ;
- Dopo la gloria. I secoli del credere in Occidente, Rome, Treccani, 2019 ;
- Per domani ancora. Vie di uscita dal confino, Florence, Olschki, 2020.
- Entrez sans frapper, photographies Edouard de Pazzis Nicola, Giuseppe Smerilli et Panthéa Tchoupani, Paris, Les Belles Lettres, 304 p., 2025  (ISBN 978-2251456935)

### Éditions critiques et commentaires
- Giuseppe Ungaretti, Il Porto sepolto (texte de 1916), introduction, commentaire et appareil critique par C. Ossola, Milan, Il Saggiatore, 1981 ; puis 2e éd., Venise, Marsilio, 1990 ;
- Cesare Cantù, Portafoglio d’un operaio, par C. Ossola, Milan, Bompiani, 1984 ; rééd., 1997 ;
- Juan de Valdés, Lo Evangelio di San Matteo, par et avec une introduction historique de C. Ossola, texte critique par A. M. Cavallarin, Rome, Bulzoni, 1985 ;
- Alessandro Rossi, La Massoneria: poema comi-tragico di 33 strofe, 333 versi (1896), par C. Ossola, Vicence, Neri Pozza, Vicence, 1986 ;
- Roger Caillois, I demoni meridiani, première édition italienne en volume par C. Ossola, Turin, Bollati Boringhieri, 1988 ;
- Emanuele Tesauro, Edipo, par C. Ossola, commentaire et notes de P. Getrevi, Venise, Marsilio, 1987 ;  puis 2e éd., 1992 ;
- Massimo Olivetti, Per viver meglio: proposta per un sistema economico-sociale, par C. Ossola, Turin, Bollati Boringhieri, 1994 ;
- L’anima in Barocco: testi del Seicento italiano, par C. Ossola, Turin, Scriptorium, 1995 ;
- Giuseppe Ungaretti, Filosofia fantastica: prose di meditazione e d’intervento (1926-1929), par et avec introduction de C. Ossola, Turin, UTET, 1996 ;
- Le antiche memorie del Nulla, par et avec introduction de C. Ossola, versions et notes de Linda Bisello, Rome, Edizioni di Storia e Letteratura ; 3e éd. augmentée d’un chapitre, 2007 ;
- Roland Barthes, Variazioni sulla scrittura, suivi de Il piacere del testo, par C. Ossola, Turin, Einaudi, 1999 ;
  - édition française, Le Plaisir du texte précédé de Variations sur l’écriture, Paris, Seuil, 2000 ;
- Waldemar Deonna, ΕΥΩΔΙΑ, croyances antiques et modernes : l’odeur suave des dieux et des élus, introduction et épilogue de C. Ossola, Turin, Nino Aragno Editore, « Europa restituta », 2003 ;
- Michel de Certeau, Fabula mistica: XVI-XVII secolo, par S. Facioni, avec un essai de C. Ossola, Milan, Jaca Book, 2008 ;
  - édition espagnole, La fábula mística : (siglos XVI-XVII), traduit par Laia Colell Aparicio, Madrid, Siruela, 2006 ;
- Jacques-Bénigne Bossuet, Discorso sugli angeli custodi, par C. Ossola, traduction de Nicola Muschitiello, Bologne, Pendragon, 2008 ;
  - édition française, Sermon sur les Anges Gardiens, Paris, Payot-Rivages, « Rivages poche / Petite Bibliothèque », 2005 ;
  - édition espagnole, Sobre los ángeles de la guarda, traduit par María Condor, Madrid, Siruela, 2010 ;
- Giuseppe Ungaretti, Tutte le poesie, par C. Ossola, Milan, Mondadori, « I Meridiani », 2009 ;
- Dag Hammarskjöld, Jalons, trad. de Carl Gustaf Bjurström et Philippe Dumaine, nouvelle édition revue, corrigée, annotée et préfacée par C. Ossola, Paris, Éditions du Félin, 2010 ;
- Giuseppe Ungaretti, Traduzioni poetiche, par C. Ossola et Giulia Radin, introduction de C. Ossola, Milan, Mondadori, « I Meridiani », 2010 ;
- Charles de Foucauld, Déserts, édition et préface de C. Ossola, Paris, Payot & Rivages, « Rivages poche / Petite Bibliothèque », 2013 ;
- Carlo Denina, Dell'impiego delle persone, testo inedito a cura di C. Ossola, Olschki, Firenze, 2020 ;
- Johann Peter Hebel, Storie bibliche, a cura di C. Ossola, Olschki, Firenze, 2020 ;
- Charles de Foucauld, Des pierres feuilletées. Anthologie thématique du Dictionnaire touareg-français. Dialecte de l’Ahaggar, par C. Ossola, Lambert-Lucas, Limoges, 2020.

## Sources
- Carlo Ossola, Titres et Travaux, Florence, Leo S. Olschki, 1998, 40 p. (le volume contient « Publications », liste par genre très détaillée, « Bilan des travaux » et « Projet d'enseignement et de recherche »).